# Toulouse School of Economics
Toulouse School of Economics (TSE, Școala de Economie din Toulouse) este o instituție educațională în economie cu un campus în Toulouse. Înființată în 2006, este una dintre cele mai renumite școli de economie din lume.
Directorul acesteia este Jean Tirole, care a fost distins cu Premiul Nobel pentru Științe Economice în 2014.
Acesta oferă studii de licență, masterat și doctorat.